# Ciak d'oro alla carriera
Il Ciak d'oro alla carriera è un premio onorifico assegnato nell'ambito dei Ciak d'oro a personalità dell'ambiente cinematografico. Assegnato da una giuria tecnica non ha cadenza annuale.

## Vincitori

### Anni 1980
- 1987 – Monica Vitti e Paolo Stoppa

### Anni 1990
- 1999 – Mario Monicelli[1]

### Anni 2000
- 2002 – Virna Lisi[2]
- 2003 – Michelangelo Antonioni[3]
- 2004 – Goffredo Lombardo e Franca Valeri[4]
- 2005 – Suso Cecchi D'Amico[5]
- 2006 – Marisa Merlini
- 2007 – Milena Vukotic
- 2008 – Piera Degli Esposti
- 2009 – Liliana Cavani[6]

### Anni 2010
- 2011 – Gigi Proietti
- 2012 – Marina Cicogna
- 2013 – Ettore Scola
- 2014 – non assegnato
- 2015 – Paolo e Vittorio Taviani
- 2019 – Nanni Moretti[7]